# Sayada-Lamta-Bou Hajar (delegación)

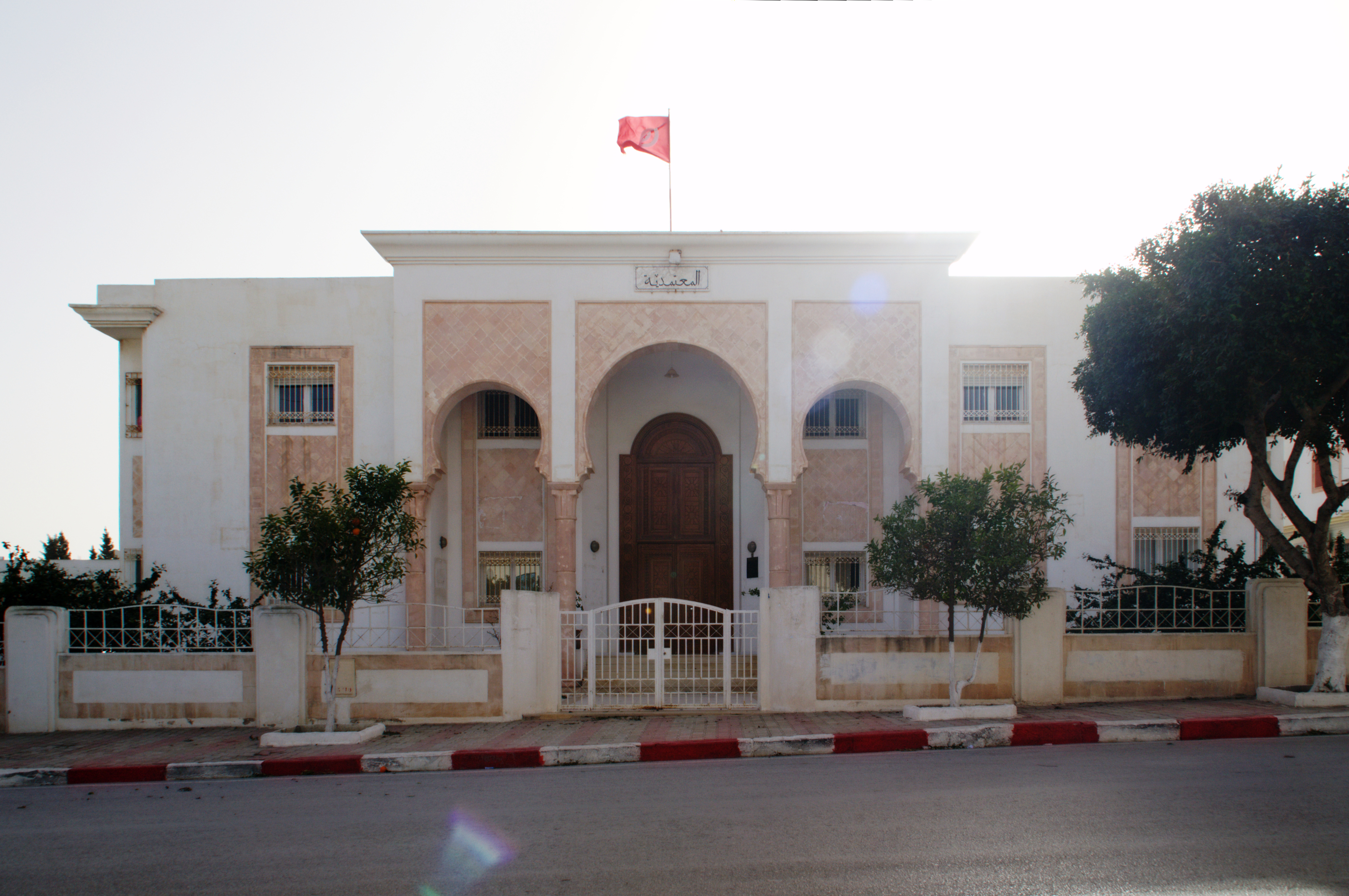
Sede de la delegación de Sayada, Lamta y Bou Hajar.

Sayada-Lamta-Bou Hajar es una delegación de la gobernación de Monastir en Túnez. En abril de 2014 tenía una población censada de 24 889 habitantes.
Se encuentra ubicada en el centro-este del país, junto a la costa del mar Mediterráneo.